# Talsperre Compuerto
Die Talsperre Compuerto (spanisch Presa de Compuerto) ist eine Talsperre mit Wasserkraftwerk in der Gemeinde Velilla del Río Carrión, Provinz Palencia, Spanien. Sie staut den Carrión zu einem Stausee auf. Die Talsperre dient der Bewässerung, der Trinkwasserversorgung, dem Hochwasserschutz und der Stromerzeugung. Sie wurde 1960 fertiggestellt. Die Talsperre ist in Staatsbesitz.

## Absperrbauwerk
Das Absperrbauwerk ist eine Gewichtsstaumauer aus Beton mit einer Höhe von 77,7 (bzw. 78) m über der Gründungssohle; die Höhe über dem Flussbett beträgt 75,7 m. Die Mauerkrone liegt auf einer Höhe von 1223 m über dem Meeresspiegel. Die Länge der Mauerkrone beträgt 273 m. Das Volumen beträgt 261.000 m³.
Die Staumauer verfügt sowohl über einen Grundablass als auch über eine Hochwasserentlastung. Über den Grundablass können maximal 88,14 (bzw. 127) m³/s abgeleitet werden, über die Hochwasserentlastung maximal 400 (bzw. 449,3 oder 528) m³/s. Das Bemessungshochwasser liegt bei 500 (bzw. 640) m³/s.

## Stausee
Beim normalen Stauziel von 1221,5 (bzw. 1222) m erstreckt sich der Stausee über eine Fläche von rund 3,76 km² und fasst 95 Mio. m³ Wasser; davon können 89 Mio. m³ genutzt werden.

## Kraftwerk
Die installierte Leistung des Kraftwerks beträgt 20 MW. Das Kraftwerk wird von Iberdrola betrieben.